# Analogia (semantica)
Nella semantica, l'analogia è quel procedimento compositivo per cui si sostituiscono ai consueti rapporti logici, sintattici e semantici delle parole altri rapporti basati su somiglianze tanto sul piano del significato che su quello del significante.
Ne sono un esempio tra i tanti i neologismi introdotti in tutte le lingue nel corso della loro evoluzione storica.
L'analogia è un tipo di metafora in cui il legame di somiglianza tra due elementi non risulta evidente sul piano logico, ma richiede un'associazione di idee spesso laboriosa.